# تشاد دونيلا
تشاد دونيلا (بالإنجليزية: Chad Donella)‏ (ولد 18 مايو 1978) هو الممثل الكندي الذي لعب دور البطولة في عدة أفلام وبرامج تلفزيونية.

## حياته
حضر الدراما نيويورك الفنون البرنامج، حيث شارك في مسرحيات مثل أوديب ريكس، في انتظار غودو، والأعمال المجمعة ل بيلي ذا كيد. حدث ذلك في مسرح في تورونتو ومسرح ماركهام. كما لعب باس لفترة من الوقت في فرقة تسمى Daeve. لعب في عدة أفلام مثل الوجهة النهائية، وبقولكم أية تصبحوا قبلة طويلة، والسلوكيات troublants1. بالإضافة إلى أدواره، وفاز أيضا العديد من ظهوره على التلفزيون، والتي تظهر في برامج مثل X-الملفات الملفات-X، سمولفيل، CSI، NCIS، وفقدت الراهب. في العديد من مهام وظيفته، كما صور على المراهقين والشباب يمر بأزمة. كان دونيلا دورا قياديا، جيبسون في المنشار 3D2، الذي كان من إخراج كيفن جرويتر.

## الأعمال
- إي آر
- الملفات الغامضة
- سمولفيل
- مونك
- سي اس آي: التحقيق في موقع الجريمة
- إن سي آي إس
- دون أثر
- شبح هامس
- سي إس آي: ميامي
- القانون والنظام: الوحدة الخاصة للضحايا

## وصلات خارجية
- تشاد دونيلا على موقع IMDb (الإنجليزية)
- تشاد دونيلا على موقع قاعدة بيانات الفيلم (الإنجليزية)